# ادالی (کاهتا)
ادالی، کاهتا (به لاتین: Adalı, Kahta) یک  Köy که در بخش کاهتا، استان آدیامان ترکیه واقع شده است.